# Cirrochroa massalia
Cirrochroa massalia är en fjärilsart som beskrevs av Hans Fruhstorfer 1906. Cirrochroa massalia ingår i släktet Cirrochroa och familjen praktfjärilar. Inga underarter finns listade i Catalogue of Life.